# Cristóbal Halffter
Cristóbal Halffter Jiménez-Encina (* 24. März 1930 in Madrid; † 23. Mai 2021 in Ponferrada) war ein spanischer Komponist und Dirigent.
Halffter zählte zu den bedeutendsten spanischen Komponisten der Gegenwart, der sich – obwohl sein Lebenslauf der eines Kosmopoliten ist – in Werk und Wirken seiner spanischen Heimat verpflichtet zeigte.

## Leben
1930 wurde Cristóbal Halffter, der auch deutsche Vorfahren hatte, in Madrid geboren. Sein Großvater Ernesto Halffter Hein (geb. als Ernst Albert Halffter) war Juwelier und stammte aus Königsberg. Seine Onkel Ernesto und Rodolfo Halffter waren ebenfalls geachtete Komponisten. Er verbrachte einen Teil seiner Kindheit in Deutschland; von 1936 bis 1939 lebte er in Velbert, wo der Vater Fabrikdirektor war. Von 1939 bis 1951 lernte Halffter in Madrid Klavier, Musiklehre, Harmonielehre und Kompositionslehre, unter anderem als Privatschüler von Conrado del Campo.
Im Spanien Francos war Halffter Vertreter der sogenannten „Generation von 1951“, benannt nach dem Jahr des Studienabschlusses. Diese wurde noch im alten Stil ausgebildet und musste sich die Musikgeschichte des 20. Jahrhunderts selbst aneignen, da in dieser Zeit in Spanien das Klischee vom immerzu Flamenco tanzenden feurigen Andalusier propagiert wurde – für zeitgenössische Querdenker war kein Platz.
Halffters erste Komposition in Zwölftontechnik, Fünf Mikroformen für Orchester, geriet 1960 in Madrid zum Skandal. Gleichwohl wurde er 1961 zum Lehrer für Komposition und Formenlehre an das Real Conservatorio Superior de Música de Madrid berufen. Von 1964 bis 1966 war er Direktor dieses Instituts. Da er mit den antiquierten Methoden der Musikpädagogik an diesem Institut nicht übereinstimmte, ließ er sich von seiner Lehrtätigkeit freistellen. Diese Entscheidung war auch durch seine Hinwendung zu schöpferischer Arbeit im Dirigieren und Komponieren begründet. Er erhielt Stipendien durch die Ford Foundation für Amerika und durch den DAAD für Berlin.
In seinem breiten kreativen Schaffen war Halffter ganz ein Gegenwartsmensch, der sich aktuellen Fragen und Problemen seiner Zeit stellte und diese auch in seinen Werken aller Genres und Besetzungen verarbeitete, so etwa in der Kantate Yes, speak out, Yes, die er zum 20. Jahrestag der Verkündigung der Menschenrechte (1968) im Auftrag der Vereinten Nationen schrieb oder auch im Memento a Dresden, geschrieben 1995 für die Dresdner Philharmonie im Gedenken der Opfer der Bombardierung Dresdens 1945. Halffter setzte sich auch für zeitgenössische Komponisten in Spanien ein und behandelte Themen wie Unterdrückung, Gewalt, Tod, aber auch Macht und Masse in seinen Werken. Noch Ende der 2010er Jahre wendete er sich in einer Ansprache anlässlich eines ihm verliehenen Preises gegen eine „Diktatur der Mittelmäßigkeit, der schlimmsten aller Diktaturen, die die Kunst besiegen könnte“.
Ab 1970 begann er nun als Dozent an der Universität von Navarra zu unterrichten und startete gleichzeitig eine Dirigentenkarriere, in deren Verlauf er alle großen Orchester in Europa und Amerika dirigierte. 1976 war er Dozent der Internationalen Ferienkurse für Neue Musik in Darmstadt, nachdem er in den sechziger Jahren mehrfach mit Komponisten wie Pierre Boulez, Karlheinz Stockhausen und Luciano Berio gearbeitet hatte, und wurde 1979 Leiter des Studios für elektronische Musik der Heinrich-Strobel-Stiftung in Freiburg im Breisgau. 1968, 1970, 1975 und 1980 wirkte er als Juror bei den Weltmusiktagen der Internationalen Gesellschaft für Neue Musik (ISCM World Music Days). An den ISCM World Music Days wurden auch mehrere seiner Werke gespielt: 1962 Formantes für 2 Klaviere, 1965 Secuencias und 1967 die Symphonie für 3 Gruppen. Zweimal, 1976 und 1980, erhielt er den Preis der RAI (Prix Italia) und wurde ab 1980 in mehrere Ehrenpositionen berufen, unter anderem wurde ihm die Goldene Verdienstmedaille der Schönen Künste von König Juan Carlos von Spanien verliehen.
Halffter war Mitglied der Jury des Santander-Paloma-O’Shea-Klavierwettbewerbs im Jahr 1984.
Seit 1989 war er Principal Guest Conductor des Nationalorchesters Madrid. Mit dem Montaigne-Preis der Alfred Toepfer Stiftung F. V. S. in Hamburg wurde Halffter 1994 für „die Erneuerung einer musikalischen Ausdrucksform und den humanistischen Gehalt seines Werkes geehrt“. Am 23. Februar 2000 wurde in Madrid im wiedereröffneten Teatro Real seine Oper Don Quijote unter Leitung seines Sohnes, des Dirigenten Pedro Halffter Caro (* 1971), uraufgeführt.
Im August 2003 dirigierte Semjon Bytschkow bei den Salzburger Festspielen sein Adagio en forma de Rondo für Orchester. Im Frühjahr 2006 fand im Theater Kiel die deutsche Erstaufführung von Halffters opus magnum Don Quijote statt, inszeniert von Alexander Schulin unter der musikalischen Leitung von Johannes Willig. Die Frankfurter Allgemeine Zeitung schrieb:

„Die Uraufführung vor sechs Jahren im Madrider Teatro Real […] legte die Befürchtung nahe, das übermächtige Modell werde andere Zugänge blockieren. Nun hat die deutsche Erstaufführung in Kiel das nicht nur widerlegt, sie präzisiert das Stück sogar: ein eminenter Beweis dafür, was kleinere und mittlere Häuser leisten können – beschämend geradezu für manche große Bühne […].“

Am 4. Mai 2008 fand am Theater Kiel die umjubelte Uraufführung seiner zweiten Oper Lazarus statt, wieder in einer Inszenierung von Alexander Schulin, die musikalische Leitung hatte Georg Fritzsch. Darüber urteilte Die Welt:

„Halffter muss sich und uns nichts mehr beweisen, er gewinnt aus der Freiheit seiner Altersweisheit einen expressiv geladenen und noch im Schweigen beredten, symphonischen Ton.“

Halffter erhielt den mit 400.000 Euro dotierten Preis Grenzen des Wissens der spanischen Fundacion-BBVA in der Sparte Musik der Gegenwart für das Jahr 2009. 2014 wurde er mit dem Kulturpreis der Stadt Kiel ausgezeichnet.
Cristóbal Halffter war unter anderem Mitglied der Europäischen Akademie der Wissenschaften und Künste in Paris und trug Ehrendoktortitel der Universitäten von León und Madrid. Er war verheiratet mit der Pianistin María Manuela Caro († 2017) und lebte in Villafranca del Bierzo und in Madrid. Er starb im Mai 2021 im Alter von 91 Jahren.

## Musik
Das Bühnenwerk Don Quijote, an dem Halffter nahezu zehn Jahre lang arbeitete, ist sicherlich ein Schlüsselwerk in seinem Schaffen, ist es doch ein Stück über einen Text, „den man nicht zu erzählen braucht“, so Halffter. Dies reizte Halffter, dessen Musik auch vor dem Don Quijote tief in der spanischen Musik- und Kulturgeschichte verwurzelt war. In vielen seiner Werke sind Tradition (durch Auseinandersetzung mit musikalischen Formen wie Batalla, Tiento, Ricercata oder Inspiration durch mittelalterliche Texte) und oftmals beklemmende Aktualität in einem musikalischen Guss vereinigt, der auf höchstem musikalischen Niveau neue Perspektiven auf das „Alte“ zeigt und im lustvoll-künstlerischen Spiel Zuhörer zu Offenheit und Aufmerksamkeit geradezu zwingt. Denn Halffters Werke sind immer beides: Tradition und Gegenwart, Mythos und Realität, Gedanke und Umsetzung gleichzeitig.

## Werkverzeichnis

### Bühnenwerke
- Jugando al toro. Ballett. Libretto: Vicente Vila. UA 1960 Barcelona
- Don Quijote. Oper. Libretto: Cristóbal Halffter und Andrés Amorós. UA 23. Februar 2000 Madrid (Teatro Real)
- Lázaro. Oper. Libretto: Juan Carlos Marset. UA 4. Mai 2008 Kiel (Opernhaus; Dirigent: Georg Fritzsch)
- Schachnovelle. Oper. Libretto: Wolfgang Haendeler nach der gleichnamigen Novelle von Stefan Zweig. UA 18. Mai 2013 Kiel (Opernhaus; Dirigent: Georg Fritzsch)

### Vokalkompositionen
- Yes Speak Out Yes (1968). UNO-Kantate für Sopran, Bariton, 6 Sprecher, 2 gemischte Chöre und Orchester (mit 2 Dirigenten). Texte: Norman Corwin

### Orchesterwerke
- 5 Mikroformen (1960) für Orchester
- Memento a Dresden (1995)
- Tiento del primer tono y batalla imperial
- Adagio en forma de rondó (2002)
- Palimsesto – 1956/2004. Zwei Sätze für Pauken und Orchester. UA 2005 Dresden
- Ritual (2009)
- Konzert für Viola und Orchester (2014) Das Stück ist Daniel Karasek und Georg Fritzsch als Vertreter des gesamten Kieler Opernhauses gewidmet.

### Filmmusik
- 1953: Der Verräter des Herrn – Judas Ischariot (El beso de Judas)
- 1955: Die Liebesmühle (La pícara molinera)
- 1959: Unter dem Terror der Mörder (Llegaron dos hombres)
- 1960: Brot und Blut (A las cinco de la tarde)
- 1961: Die Hand in der Falle (La mano en la trampa)
- 1966: Halb elf in einer Sommernacht (10:30 P.M. Summer)
- 1967: Flucht aus der Taiga (Beyond The Mountains)
- 1979: Lagerstraße Auschwitz
- 1985: Nachtgeschichten (El filandón)